# گوئون و هوکو
گوئون و هوکو (به ژاپنی: 御恩と奉公)، به معنی تحت‌الفظی پاداش-خدمت در قرون وسطی در ژاپن، دو مفهوم یا عنصر تشکیل دهندهٔ رابطهٔ بین یک سامورایی و ارباب وی بود. در این دوران این رابطه هرگز یک جانبه نبود و شامل یک رابطه متقابل بود که در آن ارباب و سامورایی از یکدیگر سود می‌بردند. سودی که ارباب به سامورایی در خدمت خود می‌داد «گوئون» و منفعتی که سامورایی به ارباب خود می‌رساند «هوکو» نامیده می‌شد. از اواسط تا اواخر دوره هی‌آن به تدریج سیستم پاداش-خدمت تشکیل شد اما پس از فرمانروایی میناموتو نو یوریتومو بنیانگذار شوگون‌سالاری کاماکورا این مفهوم شکل جدی تری بخود گرفت. گوئون و هوکو به عنوان پایه و اساس شوگون‌سالاری کاماکورا در این دوره رونق داشت و همچنین در دوره موروماچی و دوره ادو نیز ادامه یافت.
دیدگاهی وجود دارد که رابطه ارباب و خدمتگزاری مبتنی بر گوئون و هوکو که به عنوان یک رابطه فئودالی درک می‌شود، شباهت‌هایی با فئودالیسم مشاهده شده در اروپای قرون وسطی دارد. از سوی دیگر، این دیدگاه نیز وجود دارد که این یک رابطه ارباب و خدمتکاری منحصر به فرد ژاپن است که اساساً با فئودالیسم اروپایی متفاوت است.

## گوئون
به‌طور کلی گوئون تضمین حاکمیت سامورایی بر قلمروی وی و همچنین اهدای زمین‌های دیگر به سامورایی توسط ارباب است. شوگون حاکمیت سامورایی‌ها را بر قلمروی خود می‌پذیرفت و در عوض انجام یک خدمت برجسته و مهم زمین‌های تازه یا مقام و مناصبی مثل شوگو (فرماندار) یا مشاور به آنان اهدا می‌شد.

## هوکو
به‌طور کلی هوکو وظایف نظامی و تقبل هزینه‌هایی بود که سامورایی در جهت خدمت به ارباب خود انجام می‌داد. یک سامورایی برای دریافت گوئون یا پاداش برای شوگون خرج می‌کرد و حتی جان خود را در جنگ از دست می‌داد به این نوع خدمت یا «هوکو» گفته می‌شد.

## زمینه
در سیستم ریتسوریو که در دوره نارا تأسیس شد (نظامی مبتنی بر قوانینی که از چین الگوبرداری شده بود)، این مفهوم وجود داشت که همه مردم و زمین‌ها متعلق به امپراتور هستند) و افراد مجاز به داشتن زمین نیستند. در نهایت، زمانی که کشاورزانی که زمین را کشت می‌کردند، اجازه مالکیت زمین را پیدا کردند، سیستم زمین عمومی کم‌کم شروع به فروپاشی کرد. سپس در دوره هی‌آن با پیدایش اراضی عمارت (زمین متعلق به اشراف دربار، معابد و زیارتگاه‌ها و …) بالاخره اصل مالکیت زمین‌های عمومی از بین رفت و مالکیت زمین بیش از پیش رواج یافت. سپس این سؤال مطرح شد که چگونه می‌توان از زمین خود محافظت کرد و کشاورزان محلی را به سمت دست گرفتن سلاح و سامورایی‌ها در مناطق مختلف سوق داد.
در این خانه‌های سامورایی، رئیس خانواده (کاچو) رئیس خانواده بود اعضای خانواده (که‌نین) و سایر اعضای خانواده (روتو: کسانی که به خانواده خدمت می‌کنند) در حالی که سامورایی‌ها در منطقه‌های اطراف بارها با یکدیگر جنگیدند، پس از مدتی توانستند ائتلاف تشکیل دهند.
به‌طور خاص، توگوکو (منطقه کانتو) توانست اسب‌های بسیار خوبی را در دشت‌های باز خود تولید کند و پیشرفت و توسعه گروه‌های سامورایی قدرتمند و متحرک را آسان کند. در گروه‌های سامورایی این عصر، اربابان و خدمتکاران از طریق یک رابطه قراردادی به نام «گوئون و هوکو» به یکدیگر پیوند خوردند.
گوئون یعنی ارباب مالکیت زمین خادم را تشخیص می‌دهد و در هنگام بروز اختلاف با شخص دیگری بر سر زمین در کنار خادم می‌ایستد و سعی می‌کند آن را حل کند. از سوی دیگر، بندگی به معنای به خطر انداختن جان خود برای جنگیدن برای ارباب خود است، زمانی که ارباب تصمیم به مبارزه می‌گیرد.
اگر آنها قادر به مبارزه نبودند، می‌توانستند خدمت سربازی را با حمایت اقتصادی و سایر منابع جایگزین کنند. با این حال، این رابطه قراردادی نسبتاً سست بود، و غیرمعمول نبود که خدمتکاران بسته به موقعیت به چندین ارباب خدمت کنند یا مکرراً به اربابان مختلف خدمت کنند.

## تفاوت در دوره کاماکورا و ادو
شوگون‌سالاری کاماکورا، که توسط میناموتو نو یوریتومو تأسیس شد، نیز مفهوم «گوئون و هوکو» (حمایت و خدمت) را برای اداره سامورایی‌ها پذیرفت. به هر حال، شوگون‌سالاری ادو قدرت مطلق داشت، بنابراین یک سیستم سازمانی وجود داشت که در آن شوگون دارای رعیت‌های ارشد بسیاری مانند دایرو و نگهدارنده بود که توسط هاتاموتو زیردست و بیشتر توسط سامورایی‌های رده پایین‌تر حمایت می‌شد.
با این حال، در شوگون‌سالاری کاماکورا، شوگون، رئیس سپاه سامورایی، کاماکورا-دونو (ارباب کاماکورا) نامیده می‌شد، و همه اعضای خانواده او به غیر از شوگون، گوکه‌نین (خدمتگزار شوگون) بودند که عنوان افتخاری برای شوگون‌سالاری کاماکورا بود. به عبارت دیگر، اگر فقط به ساختار نگاه کنید، در مقابل کاماکورا-دونو، ملازمان اساساً در موقعیت برابر قرار داشتند. این بزرگ‌ترین تفاوت بین شوگون‌سالاری ادو و شوگون‌سالاری کاماکورا است.

## گوکه‌نین شدن
برای اینکه سامورایی که گوکه‌نین نیست گوکه‌نین شود تا از اراضی و سرزمینش محافظت شود، ابتدا باید یک «میوبو» (فهرست نام) که نام او در آن نوشته شده و نشان دادن چهره به شوگون وجود داشت. اگر مشکلی در این مورد وجود نداشته باشد، شوگون به شما یک سند "honryōando" (تضمین مالکیت زمین) برای زمین اجدادی داده می‌شود و آنها به عنوان گوکه‌نین شناخته می‌شدند.
با این حال، در مورد سایگوکو، شوگو (مقام‌های محلی که توسط شوگون سالاری برای اداره این سرزمین فرستاده می‌شوند) تنها با گفتن نامشان به عنوان گوکه‌نین شناخته می‌شدند.

## وظیفه ملازم
گوکه‌نین در ازای به رسمیت شناخته شدن به عنوان مالک زمین، ملزم به انجام خدمات مختلفی بودند. در زمان صلح، «کاماکورا بانیاکو» که ملازم شوگون‌سالاری کاماکورا بود و «کیوتو دایبانیاکو» (کیوتو دایبانیاکو)، که از دایری کیوتو (کاخی که امپراتور در آن اقامت دارد و مراسم و تشریفات در آن برگزار می‌شد)  محافظت می‌کرد . علاوه بر این، از آنجایی که دودمان یوآن (یک سلسله قدرتمند که از چین تا اروپا در آن زمان حکومت می‌کرد) می‌توانست به ژاپن حمله کند، «ایکوکو کیگو بانیاکو» که از ساحل کیتاکیوشو محافظت می‌کرد، نقش‌هایی مانند «ناگاتو کیگوبانیاکو» نیز وجود داشت. '
علاوه بر این، گوکه‌نین‌ها ملزم به انجام وظایف مختلفی بودند، مانند «کانتو کوجی» که مسئولیت تعمیر عمارت‌ها، دایری، معابد و زیارتگاه‌ها و غیره را بر عهده داشت. وظیفه مهم دیگر این بود که گوکه‌نین وظیفه مهمی داشت؛ یعنی به محض شروع جنگ، به کمک کاماکورا-دونو می‌شتابید.ددر این زمان هزینه‌های سفر و تهیه و نگهداری اسلحه اساساً بر عهده گوکه‌نین بود، بنابراین زندگی گوکه‌نین اصلاً آسان نبود. در عوض، سیستم «shin-on-kyuyo» وجود داشت که در آن به کسانی که در نبرد عملکرد خوبی داشتند، زمین جدیدی به عنوان پاداش داده می‌شد، بنابراین ملازمان جان خود را در مبارزه به خطر انداختند.

## نبرد بدون پاداش
در نهایت، شوگونی خاندان میناموتو، که با میناموتو نو یوریتومو شروع شد، پس از سه نسل از بین رفت. اقتدار عالی شوگون‌سالاری سپس به خاندان هوجو (یک خاندان با نفوذ در ولایت ایزو که از میناموتو نو یوریتومو حمایت می‌کرد و به انقیاد خاندان تایرا کمک می‌کرد) رسید، اما خاندان هوجو نیز به حکمران مطلق تبدیل نشدند و آنها همچنان به سمت شیکن و کمک به شوگون ادامه دادند. در اینجا دوباره از رابطه قراردادی گوئون و هوکو برای کنترل سامورایی‌ها استفاده شد.
با این حال، در سال ۱۲۷۴ (سال یازدهم بونئی) و ۱۲۸۱ (سال چهارم کوآن)، دودمان یوان چین دو بار به ژاپن حمله کرد که به آن حمله مغول به ژاپن گفته شد. در این زمان ارتش شوگون به دلیل داشتن سلاح‌های پیشرفته و تاکتیک‌های عالی ارتش سابق متحمل تلفات زیادی شد. با این حال، به لطف تلاش شجاعانه ملازمان کیوشو و ورود معجزه آسا یک طوفان کامیکازه، آنها موفق به دفع ارتش مغول شدند. با این حال، مشکل اینجا بود. در نبردهای داخلی، اگر در یک نبرد پیروز می‌شدند و زمین جدیدی به دست می‌آورند، می‌توانستند آن را به یک ملازم فئودال بدهند. با این حال، از آنجایی که آنها فقط ارتش مهاجم خارجی را راندند، زمین جدیدی به دست نیاوردند؛ بنابراین، آنها نتوانستند غرامت کافی را به ملازمان خود که ناامیدانه و با هزینه خود جنگیدند، ارائه کنند. در نتیجه، زندگی گوکه‌نین‌ها به‌طور فزاینده‌ای دشوار شد و رابطه بین گوئون و هوکو به تدریج از بین رفت.